# الکساندر کرست
الکساندر کرست (انگلیسی: Alexander Kerst؛ ۲۳ فوریهٔ ۱۹۲۴ – ۹ دسامبر ۲۰۱۰) یک هنرپیشه، و صدا پیشه اهل اتریش بود.